# St. Nikolaus (Bühler)

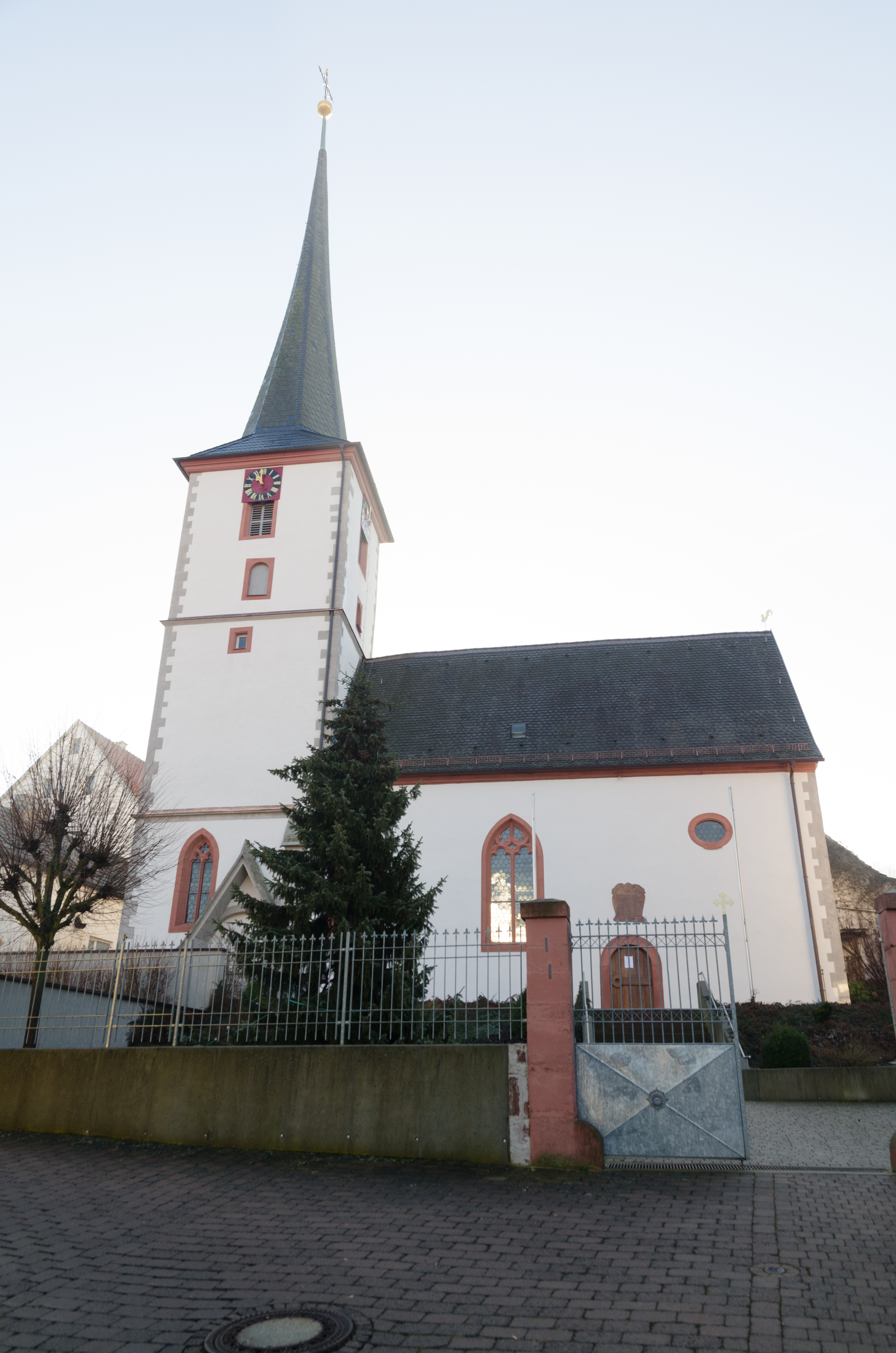
Die Kirche in Bühler

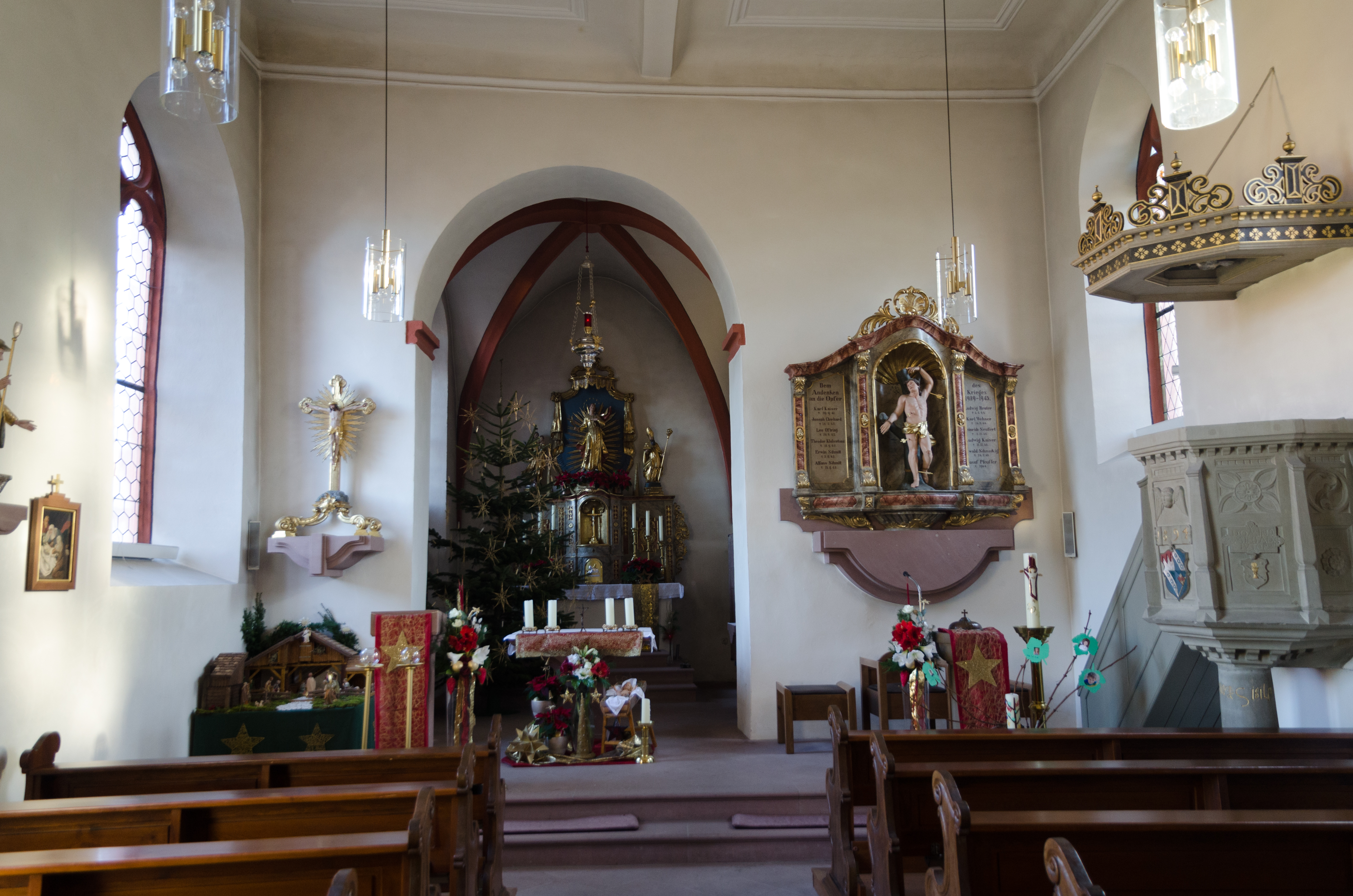
Innenraum der Kirche

Die römisch-katholische Pfarrkirche St. Nikolaus ist die Dorfkirche von Bühler, einem Ortsteil von Eußenheim im unterfränkischen Landkreis Main-Spessart. Sie gehört zu den Baudenkmälern von Eußenheim und ist zusammen mit dem Baldachinaltar an der Kirche unter der Nummer D-6-77-127-75 in der Bayerischen Denkmalliste eingetragen. Die Pfarrei Bühler ist Teil der Pfarreiengemeinschaft Bachgrund.

## Geschichte
Das Untergeschoss des Kirchturms ist gotisch und geht auf das 15. Jahrhundert zurück. In den Jahren von 1611 bis 1614 wurde der Kirchturm als Julius-Echter-Turm erhöht und das Langhaus neu errichtet.

## Beschreibung
Der Kirchturm steht als Chorturm im Osten. Der Chor in seinem Untergeschoss besitzt ein Gewölbe. Das Langhaus ist dagegen flachgedeckt. Am Hochaltar ist die Immaculata im Strahlenkranz zu sehen. Rechts vom Chorbogen befindet sich ein Denkmal für die Gefallenen des Zweiten Weltkrieges mit einer Figur des heiligen Sebastian, links davon ein Kruzifix. Die Sandsteinkanzel von 1594 trägt das Wappen des Fürstbischofs Julius Echter von Mespelbrunn. Die im Jahr 1887 erneuerte Orgel steht auf der westlichen Empore.